# Украинская православная церковь Киевского патриархата
Украи́нская правосла́вная це́рковь Киевского патриархата (УПЦ КП; укр. Українська православна церква Київського патріархату, УПЦ КП), также Ки́евский патриарха́т (укр. Київський патріархат) — самопровозглашённая канонически непризнанная православная церковь, созданная на территории Украины в 1992 году.
Возникла в 1992 году в результате действий митрополита Русской православной церкви Филарета (Денисенко), бывшего предстоятеля Украинской православной церкви (Московского патриархата), и архиереев Украинской автокефальной православной церкви, поддержанных руководством независимой Украины. Учредительный собор состоялся 25—26 июня 1992 года в Киеве. Приверженцы УПЦ КП возводили её историю к Киевской митрополии, находившейся в юрисдикции Константинопольского патриархата, отрицая законность её перехода (передачи) в юрисдикцию Московского патриарха в 1686 году.
Ввиду высокой политизированности церковной жизни на Украине после 2014 года, оценки доли приверженцев Киевского патриархата среди населения Украины существенно разнились: от 25 % до 45 %. При этом доля УПЦ МП оценивалась в 16-39 %, УГКЦ — 11-21 %, Украинская автокефальная православная церковь — 2-4 %.
На Объединительном соборе 15 декабря 2018 года было заявлено о самороспуске УПЦ КП и входе в состав Православной церкви Украины. В конце января 2019 года Министерство культуры Украины после регистрации устава ПЦУ отменило приказы о регистрации устава УПЦ КП. 9 мая 2019 года Филарет (Денисенко) заявил, что УПЦ КП не расформирована и продолжает существовать. Однако 10 мая 2019 года Министерство культуры Украины объявило, что УПЦ КП «фактически и юридически прекратила свою деятельность».
20 июня 2019 года Филарет провёл собрание духовенства и мирян с целью восстановления Украинской православной церкви Киевского патриархата, которое назвал поместным собором. В этом соборе, однако, приняли участие лишь два бывших иерарха УПЦ КП: митрополит Белгородский и Обоянский Иоасаф (Шибаев) и его викарный епископ Петр (Москалёв). После собрания Филарет рукоположил двух новых епископов УПЦ КП.
Согласно Министерству юстиции Украины, регистрация Киевской патриархии как юридического лица была прекращена 13 декабря 2019 года. Киевский патриархат это решение признал незаконным и сообщил о продолжении своего существования.

## История

### Конец 1980-х гг: Обострение церковно-политической ситуации на Украине
В конце 1980-х годов на территории УССР в результате политики «перестройки» и общей либерализации политической жизни произошло резкое обострение церковно-политической ситуации. В особенности это коснулось западноукраинских областей, где на волне растущих национал-сепаратистских настроений началось возрождение греко-католицизма (УГКЦ) и автокефалистских религиозных общин (УАПЦ). В этой ситуации руководство Московской Патриархии не смогло найти приемлемого решения униатской проблемы, а иерархи Украинского экзархата РПЦ отказались от попыток диалога со священноначалием Украинской грекокатолической церкви и предпочли занять бескомпромиссную позицию, что привело к массовому переходу клириков и мирян из канонической православной церкви в УГКЦ и УАПЦ, стихийному захвату собственности и имущества РПЦ на Западной Украине. Острое межконфессиональное противостояние привело к тому, что православные епархии были здесь подвергнуты разгрому.
Стремясь предотвратить углубление раскола православия и распространение униатства на Украине, Архиерейский собор РПЦ 30—31 января 1990 года принял решение о предоставлении более широкой автономии Украинскому и Белорусскому экзархатам, которые получили финансовую самостоятельность, право именоваться Украинской и Белорусской православными церквями соответственно и иметь собственные Синоды, которым передавалась высшая судебная, законодательная и исполнительная церковная власть в епархиях, расположенных на их территории. Автономизация Украинского экзархата, однако, лишь усугубила дело — митрополит Киевский и Галицкий Филарет (Денисенко), в течение 25 лет занимавший пост экзарха Украины, стал управлять им почти бесконтрольно, а его непродуманные действия в новых условиях способствовали дискредитации Православия в западных регионах Украины.
Среди клириков и мирян Украинского экзархата РПЦ обнаружились тенденции к обособлению от Московского патриархата. Этому способствовали и причины личностного характера — в июне 1990 года митрополит Филарет, который после смерти Патриарха Пимена являлся местоблюстителем патриаршего престола РПЦ, потерпел поражение в борьбе за патриарший престол на Поместном соборе РПЦ.
Этим же летом митрополит Филарет под предлогом необходимости нормализации церковной жизни на Украине стал стремиться к ещё большему расширению автономии УПЦ. 9 июля украинский епископат по инициативе митрополита Филарета принял «Обращение Украинской православной церкви о предоставлении ей независимости и самостоятельности в управлении», на Соборе в Киеве избрал митрополита Филарета своим предстоятелем, а 10 июля Синод УПЦ принял постановление о мерах, направленных на расширение автономии Украинского экзархата, что вновь мотивировалось сложной религиозно-политической ситуацией на Украине. В связи с принципиальной значимостью данного вопроса он был вынесен на обсуждение на Архиерейском соборе РПЦ 25—27 октября 1990 года.
Архиерейский собор РПЦ упразднил наименование «Украинский экзархат», предоставил Украинской православной церкви независимость и самостоятельность в управлении и постановил, что предстоятель УПЦ избирается украинским епископатом и благословляется Святейшим Патриархом Московским и всея Руси. Он носит титул «Митрополит Киевский и всея Украины». 28 октября Патриарх Алексий II прибыл в Киев, чтобы торжественно объявить о независимости УПЦ, однако торжественное Патриаршье богослужение в храме Св. Софии было омрачено враждебной манифестацией, организованной на прилегающей площади прибывшими с Западной Украины националистически настроенными политиками и их сторонниками.
22—23 ноября 1990 года в Киеве в связи с предоставлением УПЦ статуса независимой и самостоятельной в управлении по решению Синода УПЦ прошёл её I Поместный собор, на котором был принят новый Устав УПЦ.

### 1991—1992: Борьба за автокефальный статус УПЦ
К середине 1990 года процесс разделения украинского православия на каноническое (УПЦ) и автокефалистское (УАПЦ) в основном приостановился. В УАПЦ к этому времени ушло около 1,5 тыс. приходов, ранее находившихся в юрисдикции УПЦ, но во второй половине 1990 — первой половине 1991 года положение фактически стабилизировалось — в юрисдикции УПЦ оставалось около 5 тыс. общин. Летом 1991 года, однако, произошло радикальное изменение ситуации в связи со всё более заметной тенденцией к распаду СССР. После того как в июне 1990 года Верховный Совет УССР принял Декларацию о государственном суверенитете Украины, большая часть коммунистической номенклатуры ради сохранения своего положения в новых условиях пошла на союз с националистическими кругами.
Поворотным моментом стала произошедшая в августе 1991 года попытка государственного переворота. Уже 24 августа Верховный Совет УССР объявил о выходе из состава СССР. Сохранившие господствующее положение в руководстве независимой Украины представители бывшей партийной номенклатуры, разделившие власть с западноукраинскими националистическими деятелями, повели страну к разрыву с Россией во всех сферах, в том числе и церковной.
Первый президент независимой Украины Леонид Кравчук решил добиваться создания независимой поместной украинской православной церкви, которая бы находилась вне юрисдикции Москвы, путём поддержки автокефального статуса для канонической УПЦ. Митрополит Филарет, прежде выступавший против полной автокефалии Украинской церкви, к осени 1991 года стал активным её сторонником. Новая концепция украинского православия была представлена митрополитом Филаретом на Соборе УПЦ, проходившем 1—3 ноября 1991 года в Киево-Печерской лавре. В работе Собора приняли участие 95 делегатов, представлявших 22 епархии и 32 монастыря. Участники Собора единогласно приняли Определение по вопросу о полной самостоятельности, то есть автокефалии УПЦ, а также обратились к патриарху Алексию II и епископату РПЦ с просьбой о даровании УПЦ канонической автокефалии. В определении Собора, отражавшем новую согласованную политику митрополита Филарета и президента Украины Кравчука, отмечалось: «…независимая Церковь в независимом государстве является канонически оправданной и исторически неизбежной…». Утверждалось также, что «дарование автокефалии Украинской Православной Церкви будет способствовать укреплению единства Православия на Украине, содействовать ликвидации возникшего автокефального раскола, противостоять униатской и католической экспансии, служить примирению и установлению согласия между враждующими ныне вероисповеданиями, сплочению всех национальностей, проживающих на Украине, и тем самым вносить вклад в укрепление единства всего украинского народа».
Вопрос о предоставлении автокефалии УПЦ рассматривался на заседаниях Священного синода РПЦ в декабре 1991 года и феврале 1992 года, но каждый раз члены Синода констатировали, что этот вопрос, имеющий исключительное значение для Украинской церкви, должен быть всесторонне рассмотрен на Архиерейском соборе РПЦ. В феврале митрополит Филарет отказался принять участие в заседании Синода, сообщив, что болен и не может приехать.
Священный синод РПЦ ещё в декабре 1991 года принял решение разослать обращение и определение Собора УПЦ всем архиереям РПЦ для тщательного изучения. В то же время митрополит Филарет разослал по украинским епархиям циркуляр о проведении собраний духовенства в поддержку решения Собора УПЦ о предоставлении ей независимости.
22 января 1992 года митрополит Филарет собрал Украинское епископское совещание, на котором настоял на принятии обращения о предоставлении УПЦ автокефалии, адресованного патриарху и Священному синоду РПЦ. Три архиерея, заявившие о своём несогласии и отказавшиеся поставить подписи под обращением, — епископы Донецкий и Славянский Алипий (Погребняк), Черновицкий и Буковинский Онуфрий (Березовский), Тернопольский и Кременецкий Сергий (Генсицкий) — были на другой же день лишены своих постов. 29 января обращение епископата УПЦ было доставлено в Москву. Одновременно патриарху Алексию II было доставлено и открытое письмо Совета по делам религий при Кабинете министров Украины, которое также содержало настоятельную просьбу предоставить автокефалию УПЦ.
На заседании Священного синода РПЦ 18—19 февраля было принято «Послание Патриарха Московского и всея Руси Алексия II и Священного Синода Русской Православной Церкви митрополиту Киевскому и всея Украины Филарету и епископату Украинской Православной Церкви», в котором указывалось, что просьба Собора УПЦ о предоставлении «полной канонической самостоятельности» выходит за пределы компетенции Священного синода и может быть ответственно рассмотрена только на соборном уровне. Кроме того, в послании указывалось на необходимость обеспечения свободного волеизъявления клира и мирян Украины в соответствии с нормами канонической традиции Православия. На заседании Священного синода впервые было заявлено, что если митрополит Филарет предпримет действия, направленные на получение автокефалии УПЦ неканоническим путём, Московский патриархат намерен принять украинскую паству в свою непосредственную юрисдикцию.
31 марта — 5 апреля 1992 года состоялся Архиерейский собор РПЦ, в котором приняли участие 97 архиереев РПЦ, включая 20 архиереев с Украины (из них 18 с правом голоса). Четыре дня из шести были посвящены обсуждению церковной ситуации на Украине и статуса УПЦ. Это обсуждение, проводившееся в условиях, исключавших давление на украинских архиереев, позволило получить адекватное представление о церковной жизни на Украине. Мнения, высказывавшиеся архиереями, разделились, однако итог стал неожиданным: не только российские иерархи, но и подавляющее большинство украинских епископов высказались против предоставления полной самостоятельности УПЦ, главным образом потому, что при полной самостоятельности Православная церковь на Украине будет вынуждена в одиночку противостоять «униатской агрессии», а раскольники из УАПЦ всё равно не прекратят своей разрушительной деятельности. Большинство архиереев украинских епархий дезавуировали свои подписи, поставленные под обращением с просьбой о даровании автокефалии, объяснив, что они действовали под принуждением, опасаясь притеснений со стороны митрополита Филарета и украинских властей. Начало дискуссии положил доклад, с которым выступил митрополит Филарет, который продолжал отстаивать линию на полную независимость УПЦ, обосновывая необходимость этого шага распадом СССР и образованием независимого украинского государства. В обсуждении вопроса приняло участие большинство архиереев — выступили 58 человек. Даже некоторые из тех, кто первоначально поддержал идею предоставления УПЦ автокефалии, были вынуждены признать, что самостоятельность, предоставленная УПЦ в 1990 году, за полтора года дала лишь отрицательные результаты и никоим образом не способствовала ликвидации раскола в украинском православии. Вину за это выступающие возлагали на митрополита Филарета, который использовал предоставленную УПЦ широкую автономию в качестве орудия укрепления личной власти и произвола против всех несогласных с его курсом. Украинские архиереи сообщали о резко негативном отношении своей паствы к возможному отделению УПЦ. Шестеро присутствовавших епископов — приверженцев автокефалии подготовили обращение, в котором утверждалось, что ввиду дарованной УПЦ в 1990 году самостоятельности и независимости они считают антиканоничным рассмотрение на Соборе РПЦ вопросов, касающихся внутренней жизни Украинской церкви, а именно деятельности её предстоятеля. Это обращение не получило поддержки у большинства украинских архиереев, которые, напротив, сочли приемлемым свободное обсуждение вопроса о деятельности митрополита Филарета именно в Москве, где на епископат не оказывали давления сам предстоятель УПЦ и власти Украины. В итоге обсуждение проблемы автокефалии постепенно переросло в дискуссию об аморальном поведении митрополита Филарета и его грубых ошибках в управлении Украинской Церковью.
Подводя итог дискуссии, предстоятель РПЦ патриарх Алексий II сказал: 

Нас уверяют, что предоставление автокефалии Украинской православной церкви решит все вопросы, как ранее нас уверяли в необходимости независимости в управлении и даровании митрополиту титула Блаженнейшего. Но титул Блаженнейшего не спас положения, предоставление независимости и «незалежности» тоже не дало результата. Не вернулись ушедшие в неканоническую автокефалию приходы, раскол укрепился. Возьмём ли мы на себя ответственность за разделение, есть ли у нас уверенность в том, что это принесёт благо Святой Церкви? Такой уверенности нет ни у украинского епископата, ни у всего Собора. Для того чтобы говорить об автокефалии, нужна спокойная обстановка. Но в наше время — время разрушения экономических, национальных, человеческих связей, разделения и противостояния, от которых так устал народ, желание сохранить единство Церкви является гласом Божиим. Все мы в ответе за то, что происходит на Украине, но с предстоятеля Украинской Церкви спрос особый. Мы просим владыку Филарета ради блага Православия на Украине, ради нашего единства, во имя спасения Церкви на Украине уйти со своего поста и предоставить епископам Украины возможность выбрать нового предстоятеля.
На уходе митрополита Филарета со своего поста настаивали и многие другие иерархи. Митрополит Филарет отказался выполнить это требование, однако согласился на проведение голосования по этому вопросу на Архиерейском соборе, выступив при этом со встречной просьбой:

Я чувствую, что нужен пророк Иона, и я готов им быть. Но я прошу, чтобы этого Иону бросили так, чтобы на Украине не взбунтовалось море, поэтому прошу предоставить украинскому епископату провести выборы нового предстоятеля Украинской православной церкви в Киеве. Я даю архипастырское слово, что такой Собор будет проведён, что никакого давления оказываться не будет. Патриарх Алексий своим указом утвердит нового предстоятеля. Украинская православная церковь должна полностью осуществить свои права, данные ей Архиерейским собором 1990 года. Также я прошу дать мне возможность продолжать служение у престола Божия и не отправлять меня на покой.
Патриарх поблагодарил митрополита Филарета за его готовность сложить с себя обязанности предстоятеля Украинской церкви, а также обещал, что тот сможет продолжить архипастырское служение на одной из кафедр Украины. Когда же со стороны украинских архиереев были высказаны сомнения по поводу того, можно ли верить словам митрополита Филарета, тот по настоянию патриарха перед крестом и Евангелием подтвердил своё обещание сложить полномочия, как только соберётся Собор УПЦ; он также обещал немедленно провести заседание Синода УПЦ для восстановления на своих кафедрах незаконно смещённых им епископов.
В Определении Архиерейского собора РПЦ было отмечено, что в ходе обсуждения выявилось неоднозначное отношение духовенства и верующих Украины к вопросу об автокефалии: идея церковной независимости популярна на западе Украины, но не находит отклика в восточноукраинских епархиях, а потому, для полноты выражения воли УПЦ, вопрос о её полной независимости решено было вынести на обсуждение ближайшего Поместного собора РПЦ.

### 1992: Создание УПЦ КП

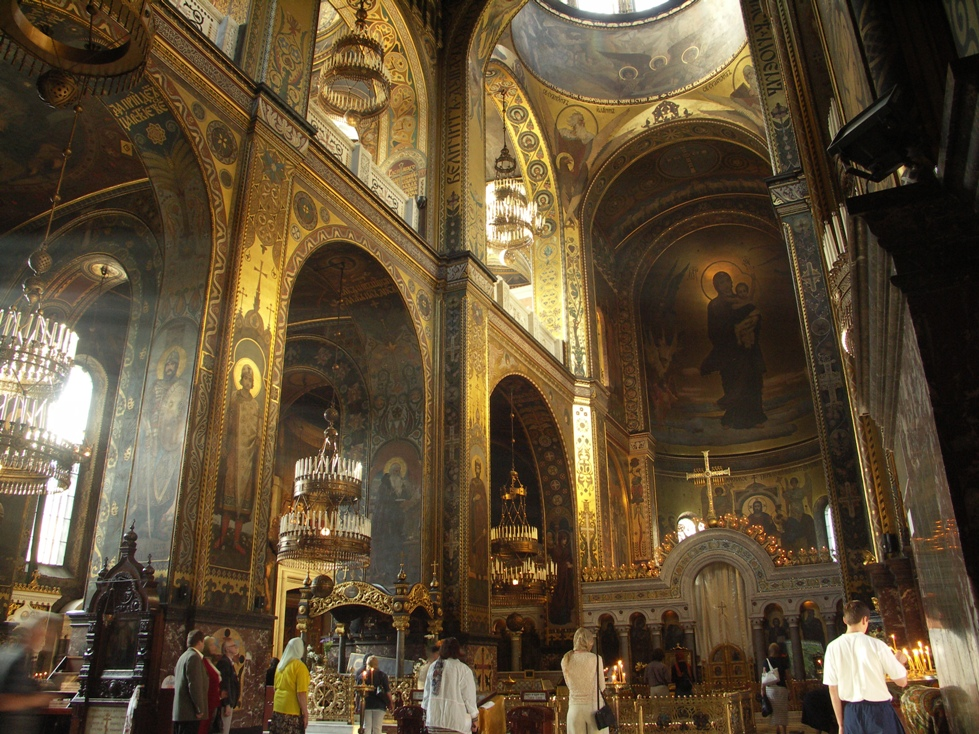
Главный неф Владимирского собора в Киеве

Тем временем, вернувшись в Киев, митрополит Филарет, вопреки данному обещанию, продолжил действия, направленные на создание на Украине независимой церковной структуры. 7 апреля 1992 года, в ходе богослужения в киевском Владимирском соборе в день праздника Благовещения, Филарет объявил об отказе сложить с себя обязанности предстоятеля УПЦ, а 14 апреля заявил на пресс-конференции, что Архиерейский собор в Москве прошёл с нарушениями Устава об управлении и регламента РПЦ. Филарет сказал, что его присяга была вынужденной, а потому недействительной. Он, по его словам, был оклеветан и по этой причине отказался уйти в отставку. Филарет объявил, что будет возглавлять Украинскую православную церковь до конца своих дней, поскольку он «дан Богом украинскому Православию».
Администрация президента Кравчука оказывала всемерную поддержку противоканоническим действиям митрополита Филарета. Тем не менее, когда Филарет призвал украинских архиереев собраться в его киевской резиденции, к нему присоединился лишь викарий Тернопольской епархии, епископ Почаевский Иаков (Панчук), наместник Почаевской лавры, изгнанный братией из обители как сторонник Филарета. Филарета отказались поддержать даже те украинские иерархи, кто на Архиерейском соборе в Москве выступал поборниками автокефалии. Лишь спустя несколько месяцев к Филарету примкнул епископ Львовский Андрей (Горак), который в начале июля с большинством духовенства своей епархии покинул УПЦ и перешёл в УАПЦ. Большинство верующих также отнеслись к действиям митрополита Филарета негативно. Практически во всех храмах Украины прекратилось поминовение предстоятеля УПЦ во время богослужения, а Одесская епархия обратилась к Патриарху Алексию II с просьбой принять её в непосредственное Патриаршее управление. 30 апреля в Житомире состоялось Собрание архиереев, духовенства, монашествующих, представителей православных братств и мирян УПЦ, где Филарета обвинили в клевете на Архиерейский собор и в клятвопреступлении, потребовав от него незамедлительной отставки.
6—7 мая состоялось расширенное заседание Священного Синода РПЦ. Филарет на приглашение принять участие в заседании не ответил. Синод предписал митрополиту Филарету до 15 мая созвать Архиерейский собор УПЦ и подать на нём прошение об отставке. В связи с чрезвычайным положением, возникшим в УПЦ по вине её предстоятеля, Синод запретил митрополиту Филарету до Архиерейского собора УПЦ действовать в качестве её предстоятеля — созывать Синод, рукополагать архиереев, издавать указы и обращения. Синод предупредил Филарета, что в случае неисполнения постановлений Собора и данного решения Синода он будет предан церковному суду. Эти решения были доведены до сведения верующих на Украине специальным Посланием Святейшего Патриарха и Священного Синода, в котором подчёркивалось, что эти решения не являются покушением на самостоятельность УПЦ, дарованную ей Архиерейским собором РПЦ в октябре 1990 года.
В связи с отказом Филарета подчиниться решению Священного Синода РПЦ, Синод 21 мая поручил старейшему по хиротонии среди украинских иерархов — митрополиту Харьковскому и Богодуховскому Никодиму (Руснаку) — незамедлительно созвать Архиерейский собор УПЦ для избрания её нового предстоятеля. В ответ на это Филарет отправил на имя Патриарха Алексия сообщение о том, что он считает решения Синода «необоснованными и недееспособными».
26 мая Филарет собрал в Киеве своих сторонников на так называемую «Всеукраинскую конференцию по защите канонических прав Украинской православной церкви». Конференция, в которой не принял участие ни один из украинских архиереев, отвергла майские решения Священного Синода РПЦ. Небольшая группа сторонников Филарета, стремясь вовлечь в церковный конфликт на Украине Константинопольского Патриарха Варфоломея I, обратилась к нему с посланием, в котором заявлялось об отвержении акта 1686 года о передаче Киевской Митрополии из юрисдикции Константинопольской церкви в ведение Московского Патриархата. 30 мая Филарет направил Патриарху Варфоломею послание, в котором обвинил Московскую Патриархию в «антиканонической деятельности» и в том, что она «фактически учинила раскол в лоне Украинской православной церкви». Филарет просил Варфоломея I принять его вместе с ближайшими помощниками под свою юрисдикцию.
27—28 мая 1992 года в Харькове в архиерейской резиденции (Покровский монастырь) под председательством митрополита Харьковского Никодима (Руснака) и в отсутствие митрополита Филарета состоялся Архиерейский собор Украинской православной церкви, в котором приняли участие 18 украинских иерархов; собор, состоявшийся несмотря на противодействие президента Кравчука, требовавшего от руководства Харькова и области воспрепятствовать выборам нового предстоятеля УПЦ, единогласно выразил недоверие митрополиту Филарету и сместил его с Киевской кафедры и должности первоиерарха УПЦ, «запретив ему священнослужение впредь до решения Архиерейского собора Матери-Церкви». Новым предстоятелем УПЦ был избран митрополит Киевский и всея Украины Владимир (Сабодан). Это решение было с одобрением воспринято большинством поместных православных церквей. Их предстоятели вскоре после харьковского Собора направили телеграммы в адрес Патриарха Алексия II с сообщением о признании митрополита Владимира единственным законным первоиерархом УПЦ.
11 июня 1992 года для рассмотрения деятельности митрополита Филарета был созван Архиерейский собор РПЦ, на суд которого было представлено заявление украинского епископата, подписанное 16 иерархами. По итогам разбирательства, в ходе которого были доказаны все предъявленные обвинения, Собор постановил лишить митрополита Филарета церковного сана и всех степеней священства.
Филарет, лишённый священного сана, своей отставки не признал, и в этом он получил защиту у украинских властей. Милиция совместно с членами организации УНА-УНСО не допустила в митрополичью резиденцию делегацию представителей УПЦ, которые пришли принять дела у низложенного Филарета. То же самое произошло у входа в кафедральный Владимирский собор, когда туда приехал новоизбранный предстоятель УПЦ — митрополит Киевский и всея Украины Владимир. Члены УНА-УНСО перекрыли подступы к храму и забаррикадировались изнутри. Чтобы избежать кровопролития среди православных, митрополит Владимир призвал не применять силу и отправился в Киево-Печерскую Успенскую лавру, которую боевики из УНА-УНСО не смогли взять штурмом, натолкнувшись на сопротивление монахов и верующих, на стороне которых выступило подразделение ОМОН «Беркут», прибывшее для обороны лавры от националистов. Владимирский собор, однако, остался в руках Филарета и его приверженцев.
Государственное вмешательство в церковные дела продолжилось. При поддержке президента Кравчука Филарет сохранил за собой контроль за денежными средствами УПЦ. Президент своим указом сместил председателя Совета по делам религий Н. А. Колесника и заменил его А. Л. Зинченко, сторонником Филарета. Кравчук и Зинченко объявили незаконными решения харьковского Архиерейского собора УПЦ. Президиум Верховной Рады Украины принял заявление, в котором харьковский Собор объявлялся не только незаконным, но и неканоническим.
Оказавшись в полной изоляции со стороны канонического Православия, Филарет нашёл для себя единственный выход — пойти на объединение с УАПЦ, которую он ещё недавно обличал как раскольническую. 25—26 июня 1992 года в киевской приёмной Филарета (ул. Пушкинская, 36) прошло собрание нескольких епископов УАПЦ, депутатов Верховной рады Украины, обслуживающего персонала митрополии, именовавшееся Объединительным собором двух церквей — УПЦ и УАПЦ. Решением «собора» УПЦ и УАПЦ были упразднены, а всё их имущество, финансы и средства были объявлены собственностью вновь созданной организации, названной «Украинская православная Церковь Киевского Патриархата». Её руководителем решено было считать проживавшего в США 94-летнего патриарха УАПЦ Мстислава (Скрипника), заместителем — Филарета (Денисенко), управляющим делами — Антония (Масендича). Фактически всей деятельностью УПЦ КП руководил Филарет, что впоследствии и привело к конфликту с бывшими иерархами УАПЦ, вошедшими в УПЦ КП.
30 июня 1992 года состоялась поездка делегации УПЦ КП в Константинополь. В состав делегации входили митрополит Филарет (Денисенко), митрополит Антоний (Масендич), архимандрит Валентин (Дажук), игумен Даниил (Чокалюк), депутат Верховного Совета Украины Василий Червоний. После этого по Украинскому телевидению была распространена информация о якобы возможном признании новой церкви Вселенским патриархом. Константинополь, однако, опроверг это утверждение.
Константинопольский патриарх Варфоломей в июле 1993 года в ходе визита в Русскую православную церковь официально заявил, что признаёт только одного канонического митрополита Киевского — Владимира (Сабодана).
После смерти в 1993 году престарелого Мстислава УАПЦ вышла из союза с УПЦ КП. Её возглавил Димитрий (Ярема), получивший в УАПЦ сан патриарха, тогда как патриархом УПЦ КП стал Владимир (Романюк). В декабре 1993 — январе 1994 года из УПЦ КП официально вышли пять архиереев: митрополит Антоний (Масендич), архиепископ Спиридон (Бабский), епископ Роман (Попенко), епископ Софроний (Власов) и епископ Иоанн (Сиопко). Епископы выступили с покаянным обращением к украинскому народу, в котором призвали свою бывшую паству вернуться в каноническую Церковь, ибо Филарет и его лжецерковь «ведут их к вечной погибели».
В 1995 году глава УПЦ КП Владимир (Романюк) умер при невыясненных обстоятельствах. В октябре того же года Филарет (Денисенко) стал патриархом УПЦ КП.

### Деятельность УПЦ КП
В 1995 году Филарет создал в России структуру, получившую название «Российская православная церковь Киевского патриархата» (РПЦ-КП) и «Истинно-православная церковь Киевского патриархата» (ИПЦ-КП). Первыми епископами в России Филарет поставил изгнанных из РПЦЗ и лишённых сана по обвинению в раскольничестве архимандрита Адриана (Старину) из Ногинска и архимандрита Иоасафа (Шибаева) из Обояни, а также Варуха (Тищенкова) из Тобольска. По признанию самих представителей УПЦ КП, «РПЦ-КП» представлял собой самый неудачный проект, подорвавший их позиции даже на Украине, а созданная в России «альтернативная» структура показала полную свою несостоятельность и неуправляемость.
Филарет неоднократно высказывал идею создания «параллельной, самодостаточной семьи церквей» через объединение непризнанных православием юрисдикций. Ему удалось вступить в евхаристическое общение с болгарским «альтернативным синодом», Черногорской православной церковью, Македонской православной церковью. В православной среде идею Денисенко, противоречащую догмату о Церкви, назвали «двуцерковной ересью».
В 1997 году по представлению епископата УПЦ (МП) Филарет (Денисенко) был отлучён Архиерейским собором РПЦ от церкви (сана он был лишён ещё в 1992 году) и предан анафеме за «раскольническую деятельность».
25 марта 2000 года Синод УПЦ КП издал «томос» о создании греческого экзархата во главе с «архимандритом» Тимофеем (Кутальяносом), рукоположённым 26 марта в «митрополита Корсунского». Рукоположив нового «Экзарха всея Греции», Филарет через украинский МИД обратился к послу Украины в Греции с предписанием содействовать укреплению позиций «экзархата» в Греции. В результате действий украинского посла, вынужденного выполнять это предписание, Священный синод Элладской церкви сделал заявление: «Святая Автокефальная Элладская Православная Апостольская Церковь, так же как и все остальные Поместные Православные Церкви, с которыми она находится в Евхаристическом Общении, никогда не признавала существования на Украине Автокефального Православного Патриархата, в том числе так называемого „Киевского Патриархата“».

### Попытка объединения украинского православия при президенте Ющенко
В январе 2007 года президент Украины Виктор Ющенко в резиденции предстоятеля УПЦ КП Филарета (Денисенко) обсудил с Филаретом и высшими иерархами УПЦ КП возможность объединения украинского православия. Ющенко высказался за создание смешанной комиссии УПЦ (МП) и УПЦ КП для «преодоления раскола в украинском православии и создания единой поместной Церкви», что вызвало резко негативную реакцию со стороны Русской православной церкви и УПЦ (МП). Фактически на сторону РПЦ в данном вопросе стал премьер-министр Украины Виктор Янукович.
Состоявшийся в конце января 2007 года Архиерейский собор Украинской православной церкви в составе Московского патриархата выразил недоумение по поводу предложения президента Украины «сесть за стол переговоров с лжепастырями». Епископы УПЦ (МП), со своей стороны, приняли решение о создании комиссии, которая поручено принимать «покаянные грамоты» от представителей Киевского патриархата, «желающих вернуться в лоно канонической православной Церкви».
В ответ на это решение пресс-центр Киевского патриархата распространил заявление, в котором, в частности, говорилось: «Такие формулировки условий и форма работы комиссии УПЦ (МП) „по восстановлению единства украинского православия“ сознательно унижают представителей Киевского патриархата как сторону возможного диалога. Представители Киевского патриархата не намерены при посредничестве указанной комиссии „раскаиваться“ или „возвращаться в лоно“ Московского патриархата. В связи с тем, что возможные встречи представителей Киевского патриархата с членами указанной комиссии могут оцениваться как желание „покаяться“ перед Московским патриархатом и „войти в его лоно“, представители Киевского патриархата вынуждены воздержаться от сотрудничества с этой комиссией на подобных условиях». Тем не менее, Синод УПЦ КП на заседании 28 февраля 2007 года благосклонно отнёсся к обращению Ющенко относительно возможности диалога с УПЦ МП и легализации неканонической УПЦ КП.
15 апреля 2007 года Собор епископов УПЦ КП принял «Историко-каноническую декларацию» — документ, в котором были представлены основные каноны, догмы и исторические основания существования самостоятельного Киевского патриархата. Особое внимание в нём уделено проблеме раскола Украинской церкви и отношениям между УПЦ КП и УПЦ (МП).
12 июня 2007 года ІІ Всеукраинский церковно-общественный форум «За Украинскую поместную православную церковь» принял письмо-обращение к Вселенскому патриарху Варфоломею І с просьбой признать Украинскую православную церковь Киевского патриархата как «Поместную и автокефальную Церковь Украины». 26 июня 2007 года вопрос создания на Украине единой поместной церкви обсуждался на встрече Варфоломея I и Виктора Ющенко в Стамбуле.
21 мая 2008 года состоялась официальная встреча Патриарха Киевского и всея Руси-Украины Филарета с делегацией Константинопольского патриархата во главе с митрополитом Галльским Эммануилом.
В июле 2008 года, в преддверии визита Вселенского патриарха Варфоломея I в Киев, секретариат президента Виктора Ющенко взял на себя инициативу организовать переговоры между Филаретом, патриархом Варфоломеем и патриархом Московским Алексием II, которые должны были прибыть на празднование 1020-летия Крещения Киевской Руси; сообщалось, что украинская сторона могла предложить Варфоломею принять УПЦ (Киевского патриархата) в лоно Константинопольского патриархата на правах митрополии, для чего было необходимо аннулировать акт патриарха Дионисия IV о передаче Киевской митрополии Московскому патриархату 1686 года. Сообщения вызвали тревогу в руководстве УПЦ (Московского патриархата). В пресс-офисе Константинопольской патриархии газете «Сегодня» в связи с этим заявили: «Его Святейшество Варфоломей прибудет в Киев лишь для того, чтобы провести торжественную литургию совместно с патриархом Московским Алексием II и другими приглашёнными на празднование Крещения Руси священнослужителями. Других целей у визита нет». В итоге Вселенский патриарх Варфоломей отказался признавать каноничность УПЦ КП, и встреча с Филаретом не состоялась.
В августе 2009 года на встрече с Патриархом Московским и всея Руси Кириллом во время его визита на Украину президент Украины Виктор Ющенко заявил: «Самое большое желание украинского народа — жить в единой поместной православной церкви». На это патриарх ответил: «Эта церковь, господин президент, существует. Есть поместная церковь в Украине. Если бы её не было, не было бы сегодня Украины».
26 июля 2010 года Священный синод Русской православной церкви принял «Обращение к православным христианам Украины, пребывающим вне единства со Святой Церковью».

### Отношения с УАПЦ
Уже через два года после того, как в 1993 году Украинская автокефальная православная церковь вышла из союза с УПЦ КП, начался переговорный процесс о повторном их объединении, который завершился в 2018 году созданием Православной церкви Украины.
12—14 июня 2001 года в Стамбуле в резиденции Константинопольского патриарха прошла встреча участников Смешанной комиссии для изучения путей достижения единства Православной церкви на Украине, в которой приняли участие представители УПЦ КП и УАПЦ, а также митрополит УПЦ в США Константин (Баган). Участников встречи принял Вселенский патриарх Варфоломей I, после чего были подписаны договорённости (Συμφωνητικών) о будущем объединении УПЦ КП и УАПЦ в единую церковную структуру.
Переговоры интенсифицировались в период президентства Виктора Ющенко, который сам активно в него включился, пытаясь заручиться поддержкой патриарха Варфоломея I. В этот период была выработана трёхступенчатая схема создания независимой украинской церкви:
- первый шаг — осуществляется объединение УПЦ КП и УАПЦ;
- второй шаг — объединённая церковь приобретает канонический статус в составе Вселенского патриархата;
- третий шаг — Вселенский патриархат предоставляет ей автокефалию.

Однако во время визита на Украину Вселенского патриарха по случаю празднования 1020-летия крещения Киевской Руси, проходившего 25—27 июля 2008 года, представителям украинской власти и УПЦ КП не удалось согласовать с патриархом Варфоломеем условия создания на Украине канонической юрисдикции. В свою очередь, предстоятель УАПЦ митрополит Киевский и всея Украины Мефодий (Кудряков) выдвинул первоочередным условием объединения отставку предстоятеля УПЦ КП Филарета (Денисенко), а УПЦ КП в ответ на данное заявление приостановила 14 ноября 2011 года работу комиссии по ведению переговоров об объединении. В связи с этим 9 февраля 2012 года УАПЦ официально прервала переговорный процесс по объединению двух церквей.

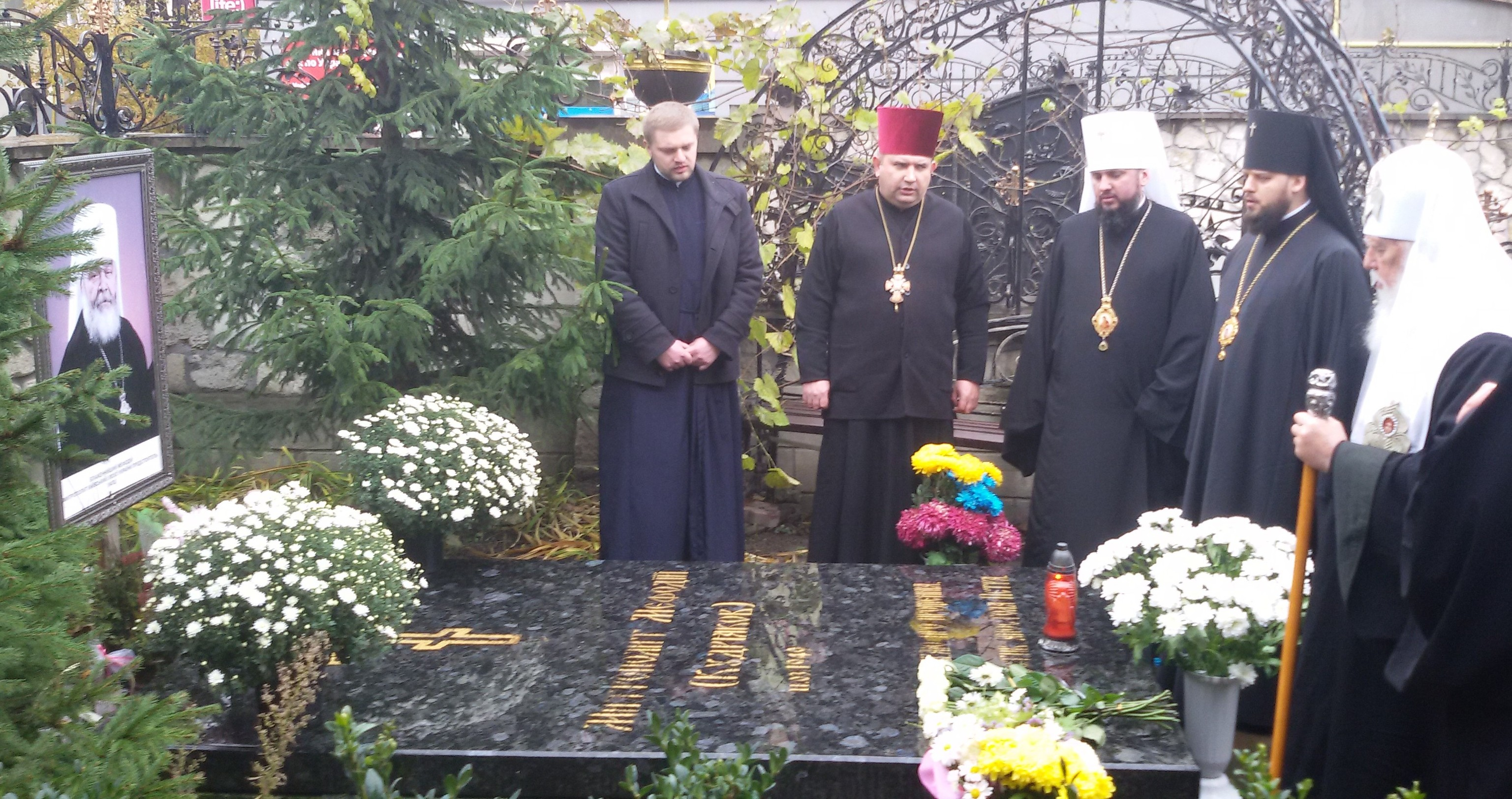
Патриарх Филарет и духовенство УПЦ КП молятся за упокой души первоиерарха УАПЦ митрополита Мефодия у его могилы

24 февраля 2015 года скончался митрополит Мефодий. На 40-й день после его смерти в Тернополе в присутствии всех архиереев УАПЦ было оглашено «Духовное завещание». В нём митрополит призывал продолжить многолетний курс УАПЦ на сопричастие с Константинопольским патриархатом, продолжение диалога с епископатом УПЦ КП и украиноцентричной частью епископата УПЦ во главе с митрополитом Александром (Драбинко) об объединении в единую поместную и канонически признанную Вселенским православием Православную церковь, но не принимать решений о таком объединении без канонического благословения Константинопольского патриарха.
V Поместный собор УАПЦ, проходивший 4—5 июня 2015 года, и совещание Священного синода УПЦ КП, проходившее 12 июня того же года, приняли решение в ближайшее время объединиться в единую поместную Украинскую православную церковь. 8 июня в Киеве состоялось совместное заседание комиссий УПЦ КП и УАПЦ, на котором присутствовали также иерархи Константинопольского патриархата — епископ УПЦ в Канаде Иларион (Рудник) и епископ УПЦ в США Даниил (Зелинский), уполномоченные Константинопольским патриархатом принять участие во встрече комиссий. Итоговым решением комиссии подтвердили намерение и желание двух церквей в ближайшее время объединиться в единую поместную Украинскую православную церковь; подписи под документом поставили и епископы Константинопольского патриархата.

### Роль УПЦ в Канаде и УПЦ в США

#### Украинская православная церковь в Канаде
В 2012 году предстоятель Украинской православной церкви в Канаде, находящейся под омофором Константинопольского патриархата, Архиепископ Виннипега и Средней епархии митрополит Канады Юрий (Калищук), в связи с визитом в Канаду предстоятеля УПЦ КП Филарета (Денисенко), направил послание духовенству и приходским советам о запрещении «приветствовать „Патриарха Филарета“, организовывать банкеты в его честь на приходах Украинской Православной Церкви в Канаде или территориях, им принадлежащих». Запрет включал возбранение любому священнослужителю или члену совета консистории быть в непосредственной близости от Филарета во время его визита, «чтобы фотографии и репортажи не могли интерпретироваться как представительство или поддержка Украинской Православной Церкви в Канаде».
Однако уже в феврале 2015 года по приглашению Филарета делегация Украинской православной церкви в Канаде во главе с Митрополитом Юрием (Калищуком) (также в состав делегации входили оба действующих архиерея УПЦК — Епископ Эдмонтона и Западной епархии Иларион (Рудник) и Действующий Епископ Восточной епархии Андрей (Пешко), канцлер Церкви протопресвитер Виктор Лакуста и группа мирян) посетила Украину и встретилась с руководством Киевского патриархата (непосредственным поводом для визита на Украину стало желание УПЦ в Канаде «проявить моральную поддержку Отчизне во время необъявленной войны и кремлёвской агрессии, в годовщину расстрелов на улице Институтской почтить память героев Небесной сотни, ближе познакомиться с современной религиозной жизнью Украины»). Во время встречи Филарет поблагодарил УПЦ в Канаде за организацию и проведение в Торонто в мае 2014 года научно-богословского симпозиума, в котором участвовали представители всех ветвей украинского православия на Украине и в диаспоре. Стороны поделились мыслями относительно сотрудничества церквей в оказании украинцами из диаспоры гуманитарной помощи для жителей Донбасса и украинских солдат, обсудили возможные пути «преодоления церковного разделения, создания на Украине единой Поместной Православной Церкви, выведения Киевского Патриархата из искусственно созданной Москвой внешней изоляции». Согласно официальному сообщению УПЦ КП, «встреча прошла в братской атмосфере и засвидетельствовала существенное расширение и углубление взаимополезного сотрудничества между Киевским Патриархатом и УПЦ в Канаде (под омофором Константинопольского Патриархата)».
18 февраля 2015 года митрополит Юрий (Калищук) в Киеве заявил, что Константинопольская патриархия готова «помочь православным украинцам объединиться», при этом «Константинопольский Патриархат ожидает прошения и со стороны украинских православных юрисдикций, но главное — ожидает шагов со стороны президента Украины, который выразил бы заинтересованность в том, чтобы Константинополь помог в решении украинской церковной ситуации»
14 июля 2016 года митрополит Юрий (Калищук) и делегация Капелланской службы Канадских вооружённых сил во главе с Главным военным капелланом Канады Гаем Чепделейном встретились с Патриархом Филаретом в Киеве. Стороны обсудили проблемы, связанные с созданием института капелланства на Украине, Патриарх Филарет выразил благодарность канадским капелланам за помощь украинским военным священникам, а Митрополит Юрий заверил Патриарха Филарета в своей надежде и искренней молитве об окончании лихолетья для Украины в скорейшем времени.

#### Украинская православная церковь в США
22 сентября 2015 года, по приглашению предстоятеля Украинской православной церкви в США, находящейся под омофором Константинопольского патриархата, казначея Ассамблеи канонических православных епископов Америки, Митрополита Иерапольского Антония (Щербы), Патриарх Киевский и всея Руси-Украины Филарет прибыл в Саут-Баунд-Брук — духовный центр Украинской Православной Церкви в США. Во время общения между Митрополитом Антонием и Патриархом Филаретом, в частности, были обсуждены вопросы признания Вселенским Патриархатом автокефалии поместной Православной Церкви на Украине, её нынешнее положение, а также положение украинского православия в мире, важность социального служения Украинской Церкви в условиях «необъявленной войны, навязанной Россией», создание института капелланства. Глава УПЦ в США и Президент Консистории УПЦ в США, Епископ Памфилийский, Правящий епископ Западной епархии Даниил (Зелинский) также сообщили первоиерарху УПЦ КП о недавнем участии в Синаксисе иерархов Константинопольского Патриархата в Стамбуле, Ассамблее православных канонических епископов Америки в Чикаго, о встречах и переговорах со Вселенским Патриархом Варфоломеем, другими иерархами Константинопольского Патриархата и других поместных Православных Церквей, во время которых обсуждались вопросы преодоления церковных разделений на Украине и создания единой поместной Православной Украинской Церкви, а также передали слова поддержки, высказанные православными иерархами для Церкви на Украине и украинского народа. Иерархи УПЦ в США пообещали продолжить свои молитвы и усилия по разрешению церковной разобщённости на Украине, восстановлению единства украинского православия в общении со Вселенской Константинопольской Церковью-Матерью, а Патриарх Филарет совместно с ними отслужил панихиду в крипте собора святого Андрея Первозванного по похороненному там первому Патриарху Киевскому и всея Украины Мстиславу (Скрипнику).

### Создание Православной церкви Украины
В апреле 2018 года президент Украины Пётр Порошенко направил Константинопольскому Патриарху Варфоломею обращение о даровании Украинской церкви автокефалии, подписанное предстоятелями УПЦ Киевского патриархата и УАПЦ.
1 сентября, открывая Архиерейский собор своей церкви в Стамбуле, патриарх Варфоломей заявил, что «Вселенский патриархат несёт ответственность за установление церковного и канонического порядка, поскольку только он имеет каноническую привилегию <…> для выполнения этой высшей и исключительной обязанности <…> Если Вселенский патриархат откажется от своей ответственности и уйдёт с межправославной сцены, то поместные церкви будут действовать „как овцы без пастыря“». Он сказал также, что, учитывая просьбы главы Киевского патриархата Филарета (Денисенко) и украинского правительства, «Вселенский патриархат взял на себя инициативу по решению проблемы в соответствии с полномочиями, предоставленными ему священными канонами и юрисдикционной ответственностью над епархией Киева».

#### «Проблема Филарета»
7 сентября, по сообщению представительства Константинопольского патриархата при Всемирном совете церквей, «в рамках подготовки решения о предоставлении независимости православной церкви на Украине» Константинопольский патриархат назначил в Киев двух экзархов — архиепископа Памфилийского Даниила (Зелинского) (США) и епископа Эдмонтонского Илариона (Рудника) (Канада). Украинская православная церковь Киевского патриархата, подчеркнув, что в 2015 году во время переговоров об объединении православных церквей на Украине оба епископа уже выполняли обязанности представителей Варфоломея, указала, что приветствует «это решение Вселенского патриарха и ожидает плодотворного сотрудничества с экзархами преосвященными архиепископом Даниилом и епископом Иларионом в подготовке к предоставлению автокефалии православной церкви на Украине, как это было раньше обусловлено».
Прибыв в Киев, совершая поездки по епархиям и общаясь с епископами различных православных юрисдикций, экзархи Константинопольского патриарха пытались разобраться в церковной ситуации на Украине и подготовить условия для создания единой поместной церкви. Несмотря на сугубо непубличный характер их деятельности, от кругов, близких к руководству УПЦ КП и к Администрации президента, стало известно, что одним из центральных вопросов, решение которого они пытались найти, стала «проблема Филарета».
После того, как в 1997 году Русская православная церковь наложила анафему на «бывшего Киевского митрополита Филарета», Константинопольский патриарх Варфоломей неоднократно делал заявления, которые невозможно было интерпретировать иначе, как фактическое признание этого акта. Ни иерархи Константинопольского патриархата, ни епископы других православных церквей не поддерживали церковного общения ни с патриархом Филаретом, ни с другими архиереями Киевского патриархата, который он возглавлял. В результате укоренившейся в мировом православии негативной (раскольнической) репутации Филарета патриарх Варфоломей счёл крайне нежелательным его избрание в качестве предстоятеля создаваемого на Украине нового церковного объединения, поскольку к такому объединению вряд ли бы присоединились архиереи УАПЦ, не говоря уже о сторонниках автокефалии из УПЦ Московского патриархата.
Решением этой проблемы могло бы стать принятие Филарета в общение с Константинопольским патриархатом через процедуру покаяния, тогда как епископам, рукоположённым в УПЦ КП и УАПЦ, в новой религиозной структуре предстояло пройти новые рукоположения либо обряд «восполнения» совершённых ранее рукоположений, тогда как епископы УПЦ МП могли бы присоединиться к новой церкви без всяких специальных обрядов. При таком решении в перспективе можно было бы рассчитывать на облегчение признания новой структуры другими поместными церквями. Во главе её должен был стать не раскольник Филарет, а другой иерарх — в идеале, один из иерархов УПЦ МП.
Возобладал, однако, иной подход, предполагавший принятие в состав новой структуры всех желающих епископов из УПЦ КП, УАПЦ и УПЦ МП без процедуры покаяния и повторных рукоположений. Но и этот подход предполагал удаление патриарха Филарета от активного церковного служения.
11 октября Синод Вселенского патриархата в Константинополе во главе с патриархом Варфоломеем снял с Филарета (Денисенко) анафему, наложенную на него Московским патриархатом, и объявил, что признаёт его канонический статус как архиерея. При этом титул патриарха подтверждён не был.
Перед проведением Объединительного собора православных церквей на Украине, состоявшимся 15 декабря 2018 года, УПЦ КП (параллельно с УАПЦ) провела свой Собор и приняла решение о самороспуске, а её архиереи приняли участие в образовании единой поместной Православной церкви Украины.
Официальное решение о роспуске УПЦ КП было принято по требованию митрополита Эммануила, председательствовавшего на соборе от лица Константинопольского патриархата. Филарет до последнего на это не соглашался, требуя гарантий, что предстоятелем ПЦУ будет избран митрополит Переяславский и Белоцерковский Епифаний, которого архиерейский собор УПЦ КП выдвинул на пост предстоятеля ПЦУ и который опередил по количеству полученных голосов митрополита Луцкого и Волынского Михаила. Как рассказывали участники собора, лишь после того, как Пётр Порошенко уговорил конкурировавшего с Епифанием митрополита Михаила (Зинкевича) снять свою кандидатуру с выборов, патриарх Филарет подписал решение о самороспуске УПЦ КП.
На Объединительном соборе митрополит Епифаний был избран главой новой автокефальной поместной Православной церкви Украины. Глава УПЦ КП Филарет не выдвигал свою кандидатуру.
В иерархии ПЦУ Филарет (Денисенко) получил титул почётного патриарха, является постоянным членом Синода и управляющим Киевской епархией в составе приходов и монастырей Киева, которые пребывали в его подчинении как патриарха Киевского и всея Руси-Украины (за исключением Свято-Михайловского Златоверхого монастыря).

### Восстановление УПЦ КП
Несмотря на объявленный роспуск УПЦ КП, Филарет не прекратил носить белый куколь и вручать награды Киевского патриархата. В интервью 25 марта 2019 года он заявил: «Киевского патриархата нет юридически, но есть фактически. Потому что есть патриарх. Поэтому и основания есть вручать ордена. Я их буду вручать и в дальнейшем».
9 мая Филарет сделал заявление, из которого следовало, что, по его мнению, Киевский патриархат де-факто не был распущен и продолжает существовать.
14 мая на сайте УПЦ КП было опубликовано «Обращение патриарха Филарета ко всей украинской православной пастве»: «Патриарх Филарет остаётся действующим иерархом. Он имеет свою епархию — г. Киев, постоянный член Священного Синода. А раз есть действующий Патриарх, то есть и Киевский Патриархат. УПЦ Киевского Патриархата остаётся зарегистрированной в государственных органах. В частности, зарегистрирована Киевская Патриархия. Это означает, что юридически Киевский Патриархат продолжает существовать».
20 июня Филарет провёл собрание священников и мирян, которое он именовал «поместным собором Украинской православной церкви Киевского патриархата». На собор прибыли епископы Белгородской епархии (Россия) Иоасаф (Шибаев) и Пётр (Москалёв), около десяти священников (преимущественно из киевских приходов бывшей УПЦ КП) и миряне. Собрание отменило постановление архиерейского собора, состоявшегося 15 декабря 2018 года, о ликвидации УПЦ КП: «Поместный собор не утверждает, а отменяет постановление архиерейского или так называемого Поместного собора, поскольку это был не Поместный собор, а сбор подписей архиереев, одного священника и двух мирян об условной ликвидации УПЦ Киевского патриархата по требованию Вселенского Константинопольского патриарха Варфоломея. Без условной ликвидации Киевского патриархата не могло быть объединительного собора украинских церквей 15 декабря 2018 года и предоставления Томоса об автокефалии», — говорится в постановлении Поместного собора УПЦ КП.
Собрание постановило, что Украинская православная церковь Киевского патриархата «зарегистрирована государственным органом и продолжает своё существование и деятельность». Главой УПЦ КП продолжает быть патриарх Киевский и всея Руси Филарет, «избранный пожизненно на Поместном соборе УПЦ Киевского патриархата 20-22 октября 1995 года». Действующим уставом УПЦ КП является устав об управлении УПЦ КП, принятый на соборе 13 мая 2016 года и зарегистрированный Министерством культуры Украины 8 июля 2016 года.
Согласно постановлению, УПЦ КП продолжает быть собственником всех средств и имущества, приобретённого за собственные деньги или переданных государственными органами или органами местного самоуправления, включая храмы, монастыри, учебные заведения. Все банковские счета являются счетами Киевской патриархии как юридического лица. Все монастыри Киева — Михайловский Златоверхий, Феодосиевский, Выдубицкий (Михайловский), а также Николаевский (Богуславский), как и все приходы Киева, принадлежат управлению Киевской патриархии.
В постановлении отмечается, что Томос об автокефалии, предоставленный Украинской православной церкви (ПЦУ) 6 января 2019 года в Константинополе (Стамбуле), не соответствует уставу автокефальных церквей, а поэтому ставит УПЦ в зависимость от Константинопольского патриархата. «Собор благодарит Вселенского Константинопольского патриарха Варфоломея и всех архиереев Матери-Церкви за попытку решить украинскую церковную проблему, но нас не устраивает содержание Томоса об автокефалии Православной церкви Украины», — говорится в постановлении.
22 и 23 июня было осуществлено рукоположение во епископы УПЦ КП двух священников: епископа Харьковского и Богодуховского Илии Зеленского и Антония Мацурака. Рукоположения были проведены Филаретом во Владимирском соборе.
25 июня Киевский патриархат под руководством Филарета создал собственный синод из пяти епископов, которых накануне Православная церковь Украины запретила в священнослужении. Было отмечено, что со временем их количество возрастёт до 12, как это предусмотрено уставом УПЦ КП.
27 июля Филарет возглавил заседание Архиерейского собора Украинской православной церкви Киевского патриархата. Участие в собрании также приняли митрополит Белгородский и Обоянский Иоасаф (Шибаев), епископ Харьковский и Богодуховский Илия (Зеленский), епископ Валуйский Пётр и епископ Васильковский Андрей.
28 июля УПЦ КП прошла небольшим крестным ходом, отмечая 1031-летие Крещения Руси. Верующие вместе с Филаретом и священниками, которые его поддерживают, организовали шествие вокруг Владимирского кафедрального собора в Киеве. Перед этим в храме состоялась литургия. На богослужение к Филарету пришли около ста верующих, в основном пожилые женщины. Богослужение происходило одновременно с многотысячным крестным ходом Православной церкви Украины с митрополитом Епифанием, архиереями и прихожанами. В нём, по подсчётам правоохранительных органов, приняли участие 15 000 верующих.
31 июля Министерство культуры Украины подтвердило, что Священный синод Украинской православной церкви (Православной церкви Украины) как руководящий орган этого религиозного объединения на своём заседании 27 июля 2019 года (журнал № 43) принял решение о прекращении деятельности религиозной организации «Киевская Патриархия Украинской Православной церкви „путём присоединения к религиозной организации“ Киевская митрополия Украинской православной церкви (Православной церкви Украины)», о чём была сделана соответствующая запись в Едином государственном реестре юридических лиц, физических лиц — предпринимателей и общественных организаций.
В сентябре 2019 Окружной суд Киева приостановил действие постановления о ликвидации УПЦ КП.
5 декабря 2019 года Синод ПЦУ решил создать для Филарета (Денисенко) религиозную организацию в форме миссии в составе ПЦУ в связи с окончательной, по мнению Синода ПЦУ и Министерства культуры Украины, ликвидацией УПЦ КП.
13 декабря 2019 года Министерство юстиции Украины сообщило о прекращении регистрации Киевской патриархии как юридического лица. В ответном заявлении юридического отдела Киевской патриархии, опубликованного 14 декабря, заявлено, что это решение является незаконным, так как информацию о прекращении регистрации Киевской патриархии в государственный реестр юридических лиц внёс предстоятель другой церкви ― Православной церкви Украины, отделённой от Украинской православной церкви Киевского патриархата, что запрещено законом Украины. В заявлении также сообщалось о продолжении существования Украинской православной церкви Киевского патриархата.

## Устройство и численность

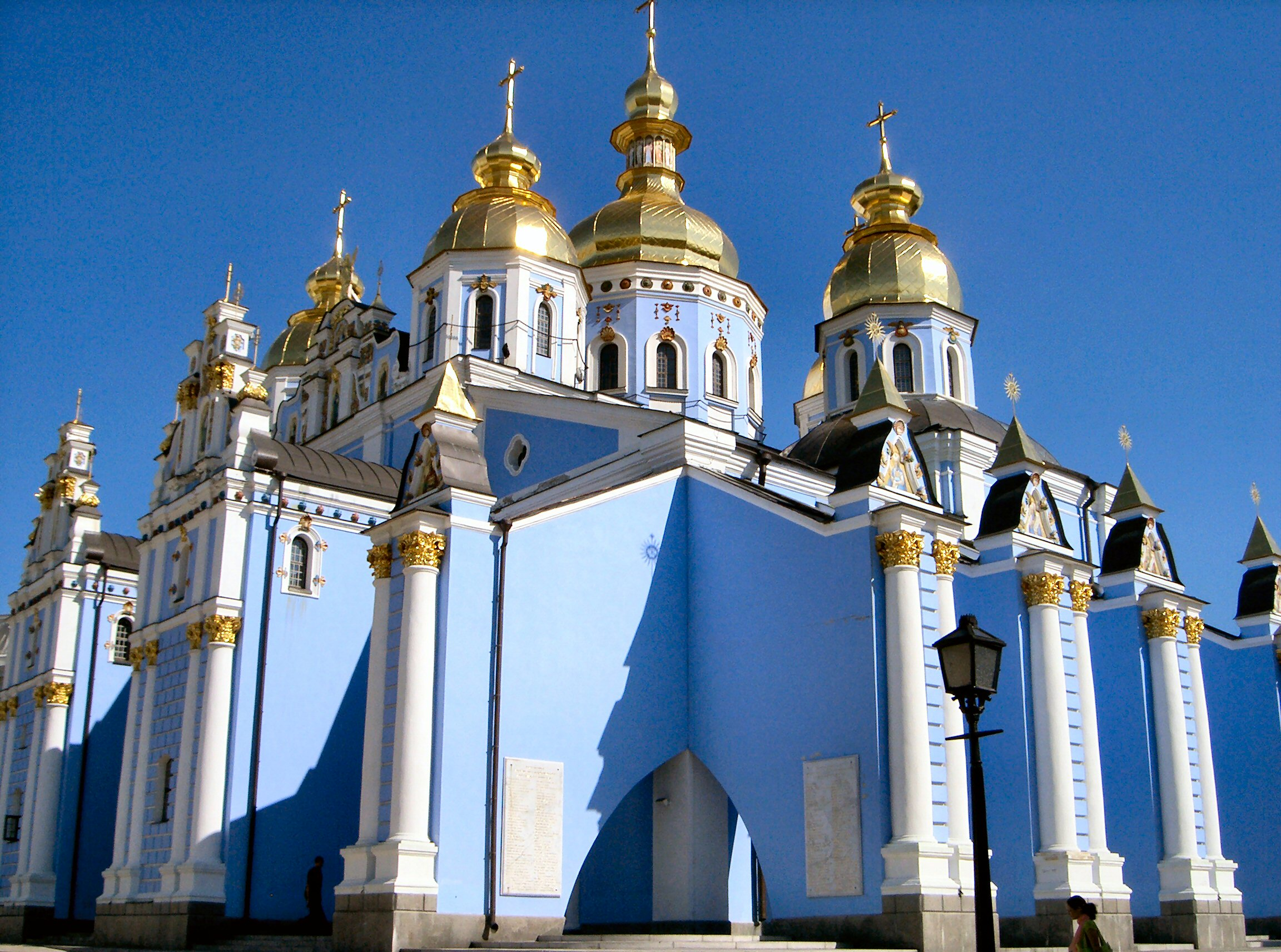
Михайловский златоверхий собор в Киеве

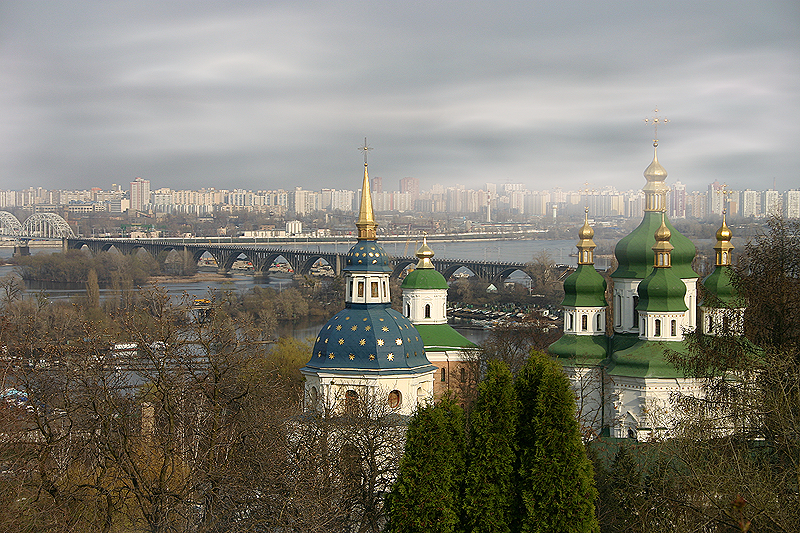
Выдубицкий монастырь в Киеве

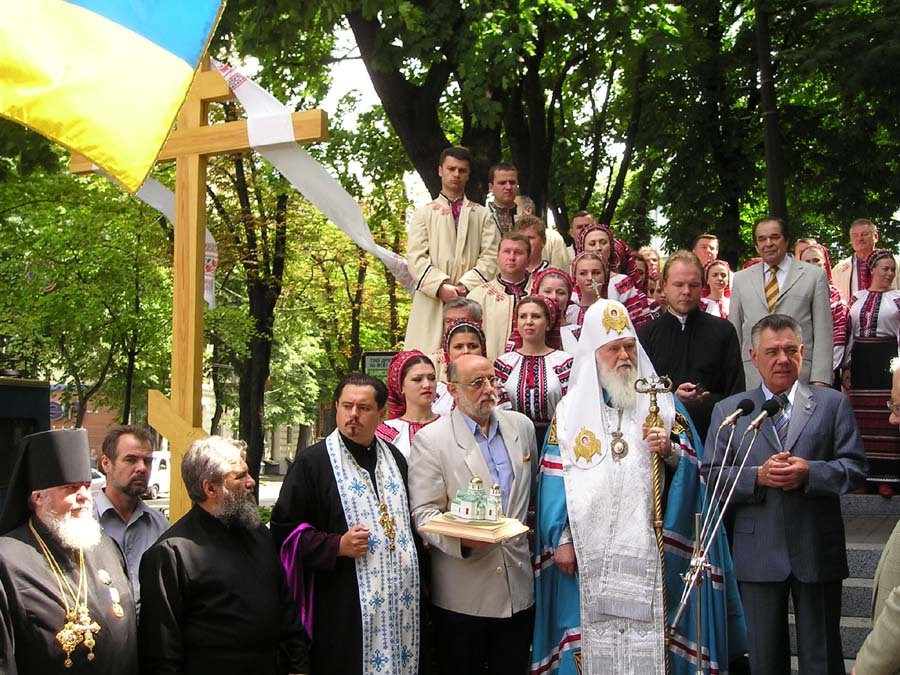
Церемония закладки фундамента нового храма в Киеве

По состоянию на 1 января 2010 года, согласно данным, обнародованным Государственным комитетом Украины по делам национальностей и религий, УПЦ КП имела 4281 приходов, объединённых в 32 епархии (для сравнения УПЦ МП имеет более 11000 приходов). Наибольшее количество приходов действовало на западе Украины — в Ивано-Франковской, Львовской, Тернопольской и Волынской областях, — а также в Киевской и Черкасской областях. Ни в одной области Украины Киевский Патриархат не являлся доминирующей конфессией по количеству приходов: на западе Украины таковой была Украинская грекокатолическая церковь, в юго-восточных регионах — УПЦ МП. В то же время в Ивано-Франковской, Львовской и Тернопольской областях УПЦ (КП) имела больше приходов, чем УПЦ (МП).
По состоянию на январь 2015 года, согласно результатам совместного исследования Фонда «Демократические инициативы имени Илька Кучерива» и социологической службы «Ukrainian Sociology Service», проведённого по заказу Международного центра перспективных исследований, в большинстве регионов к Украинской православной церкви (Киевского патриархата) относили себя 44 % украинцев, 21 % населения назвали себя верующими Украинской православной церкви (Московского патриархата), 11 % — Украинской грекокатолической церкви. Только в Донецкой области 55 % отнесли себя к УПЦ МП, а на Галичине большинство населения (67 %) называло себя приверженцами Греко-католической церкви. Исследование проводилось с 25 декабря 2014 года по 15 января 2015 года. Всего было опрошено 4413 респондентов, при этом опрос не проводился в Луганской области и Крыму.
УПЦ КП в эти годы демонстрировала прирост численности верующих. Так, согласно результатам исследования религиозной идентичности на Украине в 2010—2016 годах, количество верующих Украинской православной церкви (Киевского патриархата) за 6 лет увеличилось на 14,5 %, а число людей, относящих себя к Украинской православной церкви (Московского патриархата), за этот же промежуток времени уменьшилось на 5,8 %. Аналитический отчёт был подготовлен по результатам всеукраинского опроса Киевским международным институтом социологии (КМИС) 2014 респондентов в возрасте от 18 лет в период с 19 по 31 мая 2016 года в 110 населённых пунктах всех регионов Украины (кроме Крыма и территорий, контролируемых ДНР и ЛНР) методом личного интервью с использованием стохастической выборки.
В ноябре 2016 года руководитель социологической службы «Ukrainian Sociology Service», заведующий отделом социально-политических процессов Института социологии НАН Украины доктор социологических наук А. И. Вишняк и кандидат социологических наук, научный сотрудник этого же отдела О. Р. Козловский на пресс-конференции «Результати соціологічного дослідження „Релігійне життя України“ (вересень 2016 р.)» в информационном агентстве УНИАН сообщили, что, согласно проведённому Ukrainian Sociology Service опросу, 25,3 % православных на Украине являются прихожанами Украинской православной церкви Киевского патриархата (УПЦ МП — 39,4 %, УГКЦ— 21,3 %, УАПЦ — 4,6 %).
Согласно опросу, проведённому социологической службой Центра Разумкова с 4 по 9 ноября 2016 года, к православным себя относило большинство украинцев — 64,7 %. 39,5 % православных на Украине идентифицировали себя с УПЦ КП, 25,4 % считали себя «просто православными», 23,3 % — с УПЦ (МП), 4,8 % — с УАПЦ, 1,3 % — непосредственно с РПЦ. «Было опрошено 2018 респондентов в возрасте от 18 лет во всех регионах Украины, за исключением Крыма и оккупированных территорий Донецкой и Луганской областей по выборке, представляющей взрослое население Украины по основным социально-демографическим показателям. Выборка опроса строилась как многоступенчатая, случайная с квотным отбором респондентов на последнем этапе. Опрос проводился в 118 поселениях (67 — городских и 51 — сельских). Теоретическая погрешность выборки (без учёта дизайн-эффекта не превышает 2,3 % с вероятностью 0,95».
По данным Государственной службы статистики Украины, по состоянию на май 2016 года УПЦ КП владела 3676 помещениями (из них 2260 культовых сооружений), среди религиозных организаций уступая лишь УПЦ (МП). Наибольшее количество помещений УПЦ (КП) находилось в Киевской (377), Ивано-Франковской (327) и Львовской (314) областях, наименьшее — в Луганской (17) и Закарпатской (18).
Социолог религии Николай Митрохин в мае 2016 года в интервью Религиозно-информационной службе Украины по итогам своих наблюдений во время поездки по югу страны отметил, что «количество приходов УПЦ Киевского патриархата за пределами Западной Украины приблизительно на 50—70 % меньше официально зарегистрированных».

### Епископат
Епископат УПЦ КП по состоянию на 21 января 2023 года:
- Патриарх Киевский и всея Руси-Украины Филарет (Денисенко)
- Митрополит Белгородский и Обоянский Иоасаф (Шибаев)
- Архиепископ Фалештский и Восточно-Молдовский Филарет (Панку)
- Архиепископ Переяславский и Белоцерковский Андрей (Маруцак)
- Епископ Сумской и Ахтырский, управляющий Полтавской епархией, Никодим (Кобзарь)
- Епископ (митрополит) Херсонесский и Волновахский Авксентий (Маринес)
- Епископ Днепровский и Криворожский Даниил (Кудыбин)
- Епископ Одесский и Балтский Никон (Граблюк)
- Епископ Херсонский и Таврический Михаил (Ковалюк)
- Епископ (митрополит) Мариупольский и Феодосийский Хризостом (Каллис)
- Епископ Валуйский, викарий Белгородской епархии Петр (Москалёв)
- Епископ Филадельфийский, викарий Киевской епархии, управляющий приходами в США и Канаде Лука (Згоба)
- Епископ Рикшанский, викарий Восточно-Молдовской епархии Авив (Панку)

## Отношения с другими церквями
Со времени своего создания в 1992 году УПЦ КП пыталась урегулировать своё каноническое положение, но так и не смогла получить признание со стороны мирового православия. По свидетельству митрополита Сасимского Геннадия (Лимуриса), члена Синода и представителя Константинопольского патриархата во ВСЦ (2015), «в нашей Церкви мы не называем Киевский патриархат Киевским патриархатом. Мы называем их раскольниками, чтобы не было впечатления, что мы их признаём. Они могут себя называть, как хотят, но их не признаёт ни одна Церковь».
УПЦ КП поддерживала евхаристическое общение лишь с двумя неканоническими православными организациями — Македонской православной церковью и Черногорской православной церковью.
Находилась в общении с Альтернативным синодом Болгарской православной церкви до его ликвидации в ноябре 2012 года. Таинство крещения УПЦ КП признавалось Украинской грекокатолической церковью. Также УПЦ КП поддерживала контакты с Украинской православной церковью в Канаде и Украинской православной церковью в США, находящимися в составе Константинопольского патриархата.
23 октября 2021 года в состав УПЦ КП был принят бывший предстоятель Церкви истинно-православных христиан Греции (Синода Авксентия) митрополит Авксентий (Маринес) на правах епархиального архиерея.
Учебные заведения УПЦ КП сотрудничали с Украинским католическим университетом и Галле-Виттенбергским университетом имени Мартина Лютера.

### Отношения с УГКЦ
В мае 2011 года УПЦ КП обнародовала заявление в связи со всплеском спекуляций вокруг сотрудничества Киевского патриархата с УГКЦ, в котором отметила, что сотрудничество УПЦ КП и УГКЦ ведётся исключительно с сохранением верности Киевского патриархата догматам, канонам и вероучению Православной церкви. В данном заявлении внимание акцентировалось на том, что до тех пор, пока Католическая церковь в целом или УГКЦ в частности придерживаются латинских догматов, которые отличают её от Православной церкви, объединение УПЦ КП и УГКЦ в единую Церковь невозможно. В частности, указывалось на то, что Киевский патриархат не считает возможным евхаристическое единение с УГКЦ, поскольку он твёрдо и неизменно придерживается догматов православной веры и отвергает те латинские догматические нововведения, которые привели к Великой схизме 1054 года.
В ноябре 2012 года глава УГКЦ Святослав (Шевчук) заявил, что у грекокатоликов «нет сомнения в достоверности» таинства крещения в Киевском патриархате, несмотря на то, что это «православное церковное сообщество» не находится «в полноте общения с мировым православием».

## Почитание святых
Кроме тех, кто был причислен к лику святых до раскола, УПЦ КП почитает святыми и некоторых других (курсивом выделены местночтимые святые):
- Святитель Пётр Могила (1596—1647, память 1 (14) января) канонизирован 12 декабря 1996 г.[122][123][к. 1]
- Святитель Павел (Конюскевич) митрополит Тобольский (1705—1770, память 4 (17) ноября), канонизирован 14 мая 1999 г.[123][к. 2]
- Преподобный Иов Манявский (ок. 1550—1621, память 29 декабря (11 января) и 24 июня (7 июля)[124]), канонизирован 15 июля 2004 г.[123][125][к. 2]
- Преподобный Феодосий Манявский (+1629, память 24 сентября (7 октября) и 24 июня (7 июля)[124]), канонизирован 15 июля 2004 г.[123][125][к. 2]
- Святитель Арсений (Мацеевич), новосвященномученик (1697—1772, память 28 февраля (12 марта)), канонизирован 15 июля 2004 г.[123][125][к. 2]
- Благоверный великий князь Ярослав Мудрый (ок. 978—1054, память 20 февраля (4 марта)), канонизирован 11 июля 2008 на Поместном Соборе по случаю 1020-летия Крещения Киевской Руси[122]

- Благоверный князь Константин Острожский (1526—1608, память 13 (26) февраля), канонизирован 11 июля 2008 на Поместном Соборе по случаю 1020-летия Крещения Киевской Руси[127][128]
- Святитель Иов Борецкий (1560—1631, память 2 (15) марта), канонизирован 11 июля 2008 на Поместном Соборе по случаю 1020-летия Крещения Киевской Руси[128][128][129]
- Праведный Пётр Многострадальный (Калнышевский) (1691—1803, память 1 (14) октября), канонизирован 11 июля 2008 на Поместном Соборе по случаю 1020-летия Крещения Киевской Руси[128][130][к. 1]
- Собор новомучеников и исповедников XX столетия (+XX век, память в неделю 2-ю после Пятидесятницы), канонизированы 27 июля 2011 г.[122][131][132][к. 3][к. 2][к. 1]
- Преподобный Меркурий Бригинский (1870—1956, память 25 ноября (7 декабря)), канонизирован 7 декабря 2011 г.[122][133].
- Благоверный князь-мученик Осколд, первомученик Киевский (+882, память в неделю 2-ю после Пятидесятницы), канонизирован 27 июня 2013 на Поместном Соборе по случаю 1025-летия Крещения Киевской Руси[134]
- Благоверный князь Владимир Василькович (1249/1250 — 1288, память 10 (23) декабря и 10 (23) октября), канонизирован 27 июня 2013 на Поместном Соборе по случаю 1025-летия Крещения Киевской Руси как местночтимый святой Волынского края[135][к. 2]
- Мученик Даниил Братковский, страстотерпец Волынский (+1702, память 26 ноября (9 декабря) и 10 (23) октября), канонизирован 27 июня 2013 на Поместном Соборе по случаю 1025-летия Крещения Киевской Руси как местночтимый святой Волынского края[136]

## Критика
Религиовед и социолог Роман Лункин в 2015 году отмечал, что «Киевский патриархат часто занимает агрессивную, милитаристскую позицию, сам патриарх Филарет озвучивает антироссийскую риторику».

## Комментарии
1. 1 2 3  Несколько позднее был канонизирован и канонической Украинской православной церковью.
2. 1 2 3 4 5 6 7  Ранее был канонизирован канонической Украинской православной церковью как местночтимый святой.
3. ↑  канонизированы не поимённо, а соборно, так как УПЦ КП не считает возможным определить достоверно кто из пострадавших от безбожников мученик, а кто не достоин прославления.